# Todo por ti
Todo por ti es el primer álbum de estudio del cantante español Iván Gardesa.
Lanzado el 4 de octubre de 2011 en España bajo el sello de Bobamusic. Producido por César Álvarez, Cisa & Druid, Marcel Graell Y Ángel Arce. Fue grabado entre Madrid, Barcelona, Italia y Miami.
El primer sencillo es el tema «Sálvame», que se posicionó entre uno de los temas favoritos para representar a España en el festival de Eurovisión 2010.
El disco incluye la balada «Llueven Tus Recuerdos» a dúo con Mireia Montávez, así como canciones compuestas por Carlos Matari, Cristina Troule, Manu Rodríguez, Ricky Furiati, Foncho, Ángel Arce, Osmani Álvarez, Víctor Gabriel o el propio Iván Gardesa. 
Todo Por Ti es el resultado de un año de preparación e incluye un repertorio compuesto de pop y balada.

## Listado de canciones
- Edición estándar

| Todo Por Ti |                                               |                               |          |  |
| N.º         | Título                                        | Escritor(es)                  | Duración |  |
| 1.          | «Perdóname por Olvidarte»                     | Carlos Matari                 | 3:10     |  |
| 2.          | «Todo Por Ti»                                 | Ivan Gardesa, Cristina Troule | 3:23     |  |
| 3.          | «Recuerdos»                                   | Víctor Gabriel                | 3:10     |  |
| 4.          | «No Te Puedo Olvidar»                         | Osmani Álvarez                | 2:56     |  |
| 5.          | «El Gris de Tus Días»                         | Ricky Furiati                 | 4:05     |  |
| 6.          | «Me Faltan»                                   | Carlos Matari                 | 3:10     |  |
| 7.          | «Sálvame»                                     | Carlos Matari                 | 2:56     |  |
| 8.          | «Me Enamoré de Ti»                            | Ivan Gardesa                  | 3:44     |  |
| 9.          | «Llueven Tus Recuerdos» (con Mireia Montávez) | Ángel Arce                    | 3:24     |  |
| 10.         | «Para No Pensar en Ti»                        | Manu Rodríguez                | 4:01     |  |
| 11.         | «Quisiera Demostrarte»                        | Manu Rodríguez                | 4:56     |  |
| 12.         | «Vuelve a Por Mí»                             | Foncho                        | 3:07     |  |
| 42:00       |                                               |                               |          |  |

## Premios
Premios Disco del año TVE
| Año  | Categoría           | Resultado |
| ---- | ------------------- | --------- |
| 2011 | Disco del año Novel | Nominado  |